# Manoir de Matzal
Le manoir de Matzal (en allemand Gutshaus Matzal, en estonien: Matsalu mõis) est un ancien manoir seigneurial situé aujourd'hui en Estonie dans le Läänemaa (anciennement Wiek) à Matsalu. Il faisait partie jusqu'en 1919 de la paroisse de Karusen et aujourd'hui de la commune de Lihula (anciennement Leal). C'est un édifice inscrit au patrimoine historique.

## Historique
Le domaine est formé par les chevaliers Porte-Glaive au XIIIe siècle et appartient à la commanderie de Leal jusqu'à la sécularisation due à la Réforme protestante de 1560. Le domaine est en possession de la famille von Derfelden au XVIIe siècle, puis à la famille von Madelstjerna et à la famille von Stackelberg en 1790. Au XIXe siècle, il passe à une famille de la noblesse russe, les Nassakine, puis est vendu de nouveau à une famille allemande de la Baltique, les Uexküll, en 1821, et passe de nouveau aux von Stackelberg en 1859. La puissante famille Hoyningen-Huene l'acquiert en 1869 et en est expropriée en 1919, lorsque la nouvelle république estonienne nationalise les biens fonciers de la noblesse germano-balte. Le dernier propriétaire était le baron Nikolai von Hoyningen-Huene.
Le manoir auquel on accède par une allée de trois kilomètres est construit dans la seconde moitié du XVIIIe siècle et agrandi en 1867. Il se présente sous la forme d'un corps de logis néoclassique avec un fronton triangulaire surplombant un petit avant-corps à un étage supérieur auquel on accède par une double rampe et donnant sur un étang. Il est flanqué de deux ailes basses prolongeant la façade et entouré d'anciens bâtiments agricoles. Son parc s'étend sur 7,8 hectares. Jusqu'en 2020, le manoir appartenait au juge en chef suédo-américain Stefan Ridderstedt (1945-2020) et à son entreprise, qui ont acquis le manoir 1997. en 2011 et a commencé à l'organiser, mais les travaux auraient été interrompus en raison de l'impasse dans la privatisation des terres et le bâtiment s'effondre. Cependant, le bâtiment possède une toiture décente. Des chaudières de chauffage central ont été installées au sous-sol du côté nord-est du bâtiment principal, et un nouveau tableau électrique est installé au sous-sol du coin sud. Les autres salles sont fermées.

## Source
- (et) Cet article est partiellement ou en totalité issu de l’article de Wikipédia en estonien intitulé « Matsalu mõis » (voir la liste des auteurs).